# Битва при Пелеканоне
Битва при Пелеканоне (тур. Pelekanon Muharebesi) — сражение произошедшее 10—11 июня 1329 года у Пелеканонa (совр. Малтепе), рядом с Никомедией в Вифинии, между войсками Византии императора Андроника III Палеолога и армией османских турок Орхана I. Стала последней попыткой Византии снять османскую осаду Никеи и Никомедии и стабилизировать свою малоазийскую границу.

## Предыстория
К моменту восхождения Андроника на имперский престол в 1328 году владения Византии в Анатолии за сорок лет турецких набегов сократились с запада Малой Азии до нескольких форпостов на берегах Эгейского моря и небольшой провинцией около Никомедии. Прусса и Лопадий уже находились в руках османов с 1326 года. Андроник решил восстановить позиции своего государства на этих землях и помочь хотя бы оставшимся греческим городам.
Вместе с великим доместиком Иоанном Кантакузеном Андроник возглавил армию численностью около 4000 человек, что было самой большой численностью, которую он мог собрать. Силы византийского императора составляли 2 000 тяжёлой фракийской кавалерией, отборной и закалённой в боях минувшей гражданской войны. Также в войске Андроника насчитывалось более 2 000 ополченцев. Они двинулись вдоль Мраморного моря к Никомедии.
В Пелеканоне турецкая армия во главе с Орханом I расположилась лагерем на холмах, чтобы получить стратегическое преимущество, и перекрыла дорогу в Никомедию. В свою очередь турки полагались на большое количество нерегулярных конных всадников. Кочевые и полукочевые ёрюки из Азии заполонили некогда византийскую территорию, поэтому эмират не испытывал нехватки людских ресурсов. Несмотря на меньшую оснащенность, турецкие силы были более маневренными.

## Ход битвы
10 июня Орхан послал 300 конных лучников вниз по склону, чтобы заманить византийцев в горы, и завязалась перестрелка между противниками. Византийц стояли на месте и не желали продвигаться дальше. В ходе последовавших схваток османам не удалось пробить оборону византийцев, и нерешительные столкновения продолжались до наступления ночи. Орхан вынужден был отойти на прежние позиции, оставив лишь 300 всадников наблюдать за неприятелем. Вероятно, что сражение могло продолжиться и на следующий день, но всё решил случай.
Во время сражения Андроник получил тяжёлую рану, но остался на поле боя. Ночью он отправился в близлежащий город Филокрены на перевязку. Но византийское ополчение, узнав о том, что император покинул поле боя, решило, что Андроник бежал, и поэтому устремилось вслед за своим императором.. Андроник III, понимая, что после бегства подавляющей части войска сопротивляться более не имеет смысла, отплыл в Константинополь. Кантакузен переправил оставшихся византийских солдат обратно в Константинополь по морю.

## Последствия
Византийцы потерпели поражение. Бывшие исторические столицы империи — Никомедия и Никея ещё держались благодаря своим стенам, но из-за постоянных войн на Балканах им уделяли гораздо меньшее внимание по сравнению с европейскими провинциями империи. Поэтому османы в скором времени захватили их и создали основу для будущего завоевания Византии.
Большинство жителей греческой Никеи в страхе перед турками бежало на европейскую территорию империи ещё перед Бафейской битвой. Теперь же начали уезжать оставшиеся. В итоге Никея сдалась 2 марта 1331 года, поэтому османы сохранили оставшимся христианам жизнь. Ибн Баттута писал, что «Никея находится в руинах и необитаема за исключением нескольких мужчин на службе султана».
Андроник III ещё дважды лично посещал Малую Азию — в 1332 и 1333 годах. Во время первого визита он смог несколько поправить ситуацию в Малой Азии, отбросив турок от стен Никомедии.
В августе 1333 годa византийский император вновь прибыл в Малую Азию. Он доставил провиант для голодающих жителей осажденной Никомедии. Но вместо битвы с османами, император предложил Орхану заключить мирный договор, так как был связан войной на Балканах, где воевал в Фессалии и с Сербским королевством. Договор был подписан, на условиях, что между османами и византийцами устанавливается мир, во время которого Андроник платил ежегодно Орхану небольшую сумму в размере 12 000 иперпиров. Но османы продолжили осаду Никомедии, которая пала в 1337 году, и которой Андроник тоже так и не смог помочь — его европейские владения вновь оказались под угрозой.
В 1338 году турки захватили Скутари, оказавшись лицом к лицу с Константинополем. Несмотря на эти потери, экспедиция осман на Константинополь в 1338 году была потерпела поражение, а сам византийский император очистил Фракию от турок. К концу правления Андроника III в Малой Азии у Византии остались узкая черноморская полоса Вифинского полуострова в райне Хиле (Шиле), а также полуизолированные крепости Гераклея Понтийская, Амастрида, Пеги (Карабиге) и Филадельфия, а также завоёванная Андроником в ходе его Эгейских походов Фокея.